# Широківська сільська територіальна громада
Широківська сільська територіальна громада — територіальна громада в Україні, в Запорізькому районі Запорізької області. Адміністративний центр — село Широке.
Утворена 13 жовтня 2016 року шляхом об'єднання Августинівської, Веселівської, Володимирівської, Лукашівської, Сонячної та Широківської сільських рад Запорізького району. Восени 2020 року згідно з реформою децентралізації в Україні до Широківської громади доєднались ще 8 сіл Миколай-Пільської сільської ради.

## Населені пункти
Адміністративний центр: с. Широке
Сонячний старостинський округ: с-ще Сонячне. 
Відраднівський старостинський округ: с-ще Відрадне. 
Августинівський старостинський округ: с. Августинівка, с. Івангород, с. Лемешинське, с. Привітне, с. Світанок, с. Новоселище.
Володимирівський старостинський округ: с. Володимирівське, с. Дніпрельстан.
Заленопільський старостинський округ: с. Зеленопілля, с. Водяне, с. Ручаївка.
Веселівський старостинський округ: с. Веселе, с. Зоряне, с. Нововознесенка, с. Новодніпровка.
Петропільський старостинський округ: с. Петропіль, с. Надія, с. Петропавлівка, с. Червоний Яр, 
Лукашівський старостинський округ: с. Лукашеве, с. Гурського, с. Малишівка, с. Привільне, с. Придніпровське,
Новопетрівський старостинський округ: Новопетрівка, Долинівка, Дніпрові Хвилі, Крилівське, Федорівка.
Миколай-Пільський старостинський округ: Миколай-Поле, Яворницьке, Морозівка.

## Історія Широківської громади

### Заселення краю у XVIII столітті

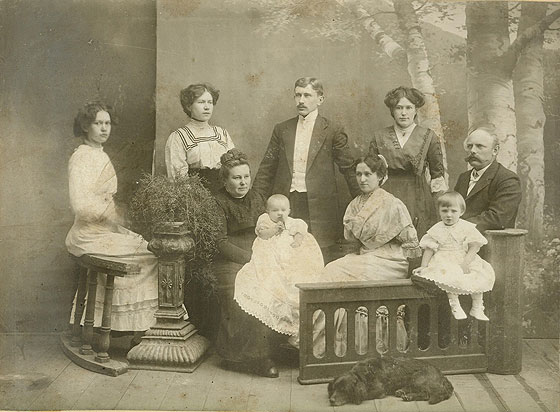
Менонітська сім'я, яка жила на Півдні України

За указом цариці Катерини II південні українські землі було віддано під заселення німцям-переселенцям. Першими переселенцями стали меноніти – релігійна громада Швейцарських братів. Перша група переселенців-колоністів з’явилася на Верхній Хортиці у липні 1789 року. 
Історія села Широке – німецька назва Ноєндорф, що означає « широке селище» та села Водяне – німецька назва Розенбах, що означає «долина троянд» почалася в 1790 році з переселення першої родини німців-колоністів: родини Браунів, яка переселилася сюди з Пруссії.

### ХХ століття
Головним, як за площею, так і за облаштуванням вважалося село Широке. Основна забудова села німцями-менонітами здійснювалася в 1902-1918 роках, про що свідчать написи на будинках, що залишилися і використовуються понині.
Саме в період з жовтня 1943 року розпочалося масове заселення сіл українським населенням. Українські сім’ї заселялись в кинуті німцями будинки.
Основна маса українських сімей – це біженці з міста Запоріжжя та навколишніх сіл, житло яких було зруйновано під час окупації та визволення. 28 грудня 1943 року села Широке, Розенбах та Терноватка були звільнені від німецько-фашистської окупації радянськими військами. При визволенні  3 бійці: сержант Маракулов Сергій Пилипович, солдат Завалюшин Микола Андрійович та невідомий солдат. Тоді їх захорошили в братській могилі.
В 1955 році в центрі села Широке насадили парк. Саме туди в 1967 році перезахоронили тіла загиблих воїнів. Зараз там встановили пам'ятник  загиблим воїнам – постать Солдата з автоматом зі схиленою головою, який вказує на братську могилу.

## Природно-географічні та кліматичні умови

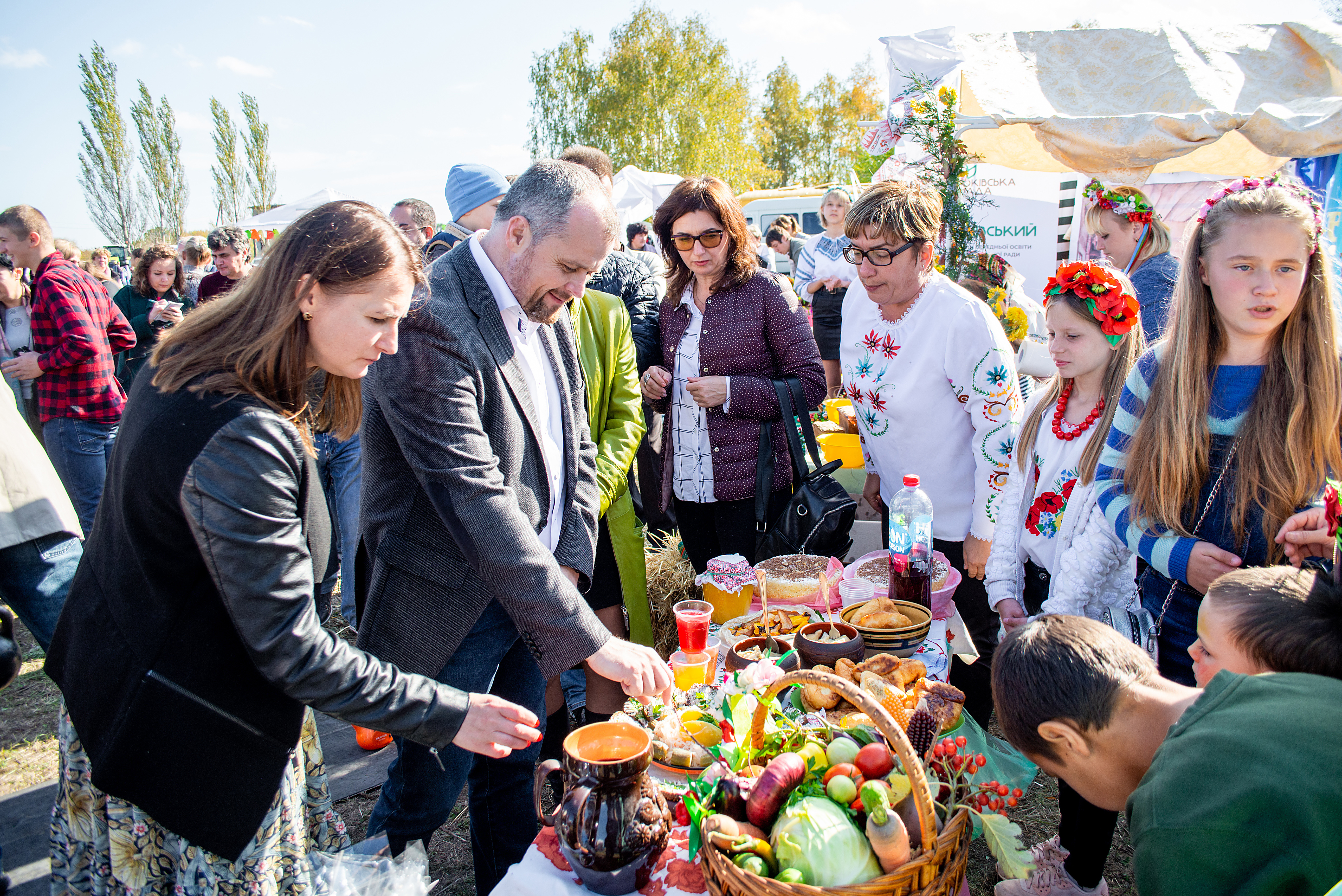
День Широківської громади (2019 рік)

Ґрунти – переважно чорноземи південні малогумусні на легкоглинистих лесах (65% загальної
площі).
Близькість розташування двох міжнародних аеропортів у м. Запоріжжі та м. Дніпрі.
- 468,2 га. природно-заповідного фонду.
- 1593 га. забудованих земель.
- 752 га. лісогосподарського призначення.
- 167 га. землі під водою.
- 31 594 га. сількогосподарства

## Туристичний потенціал

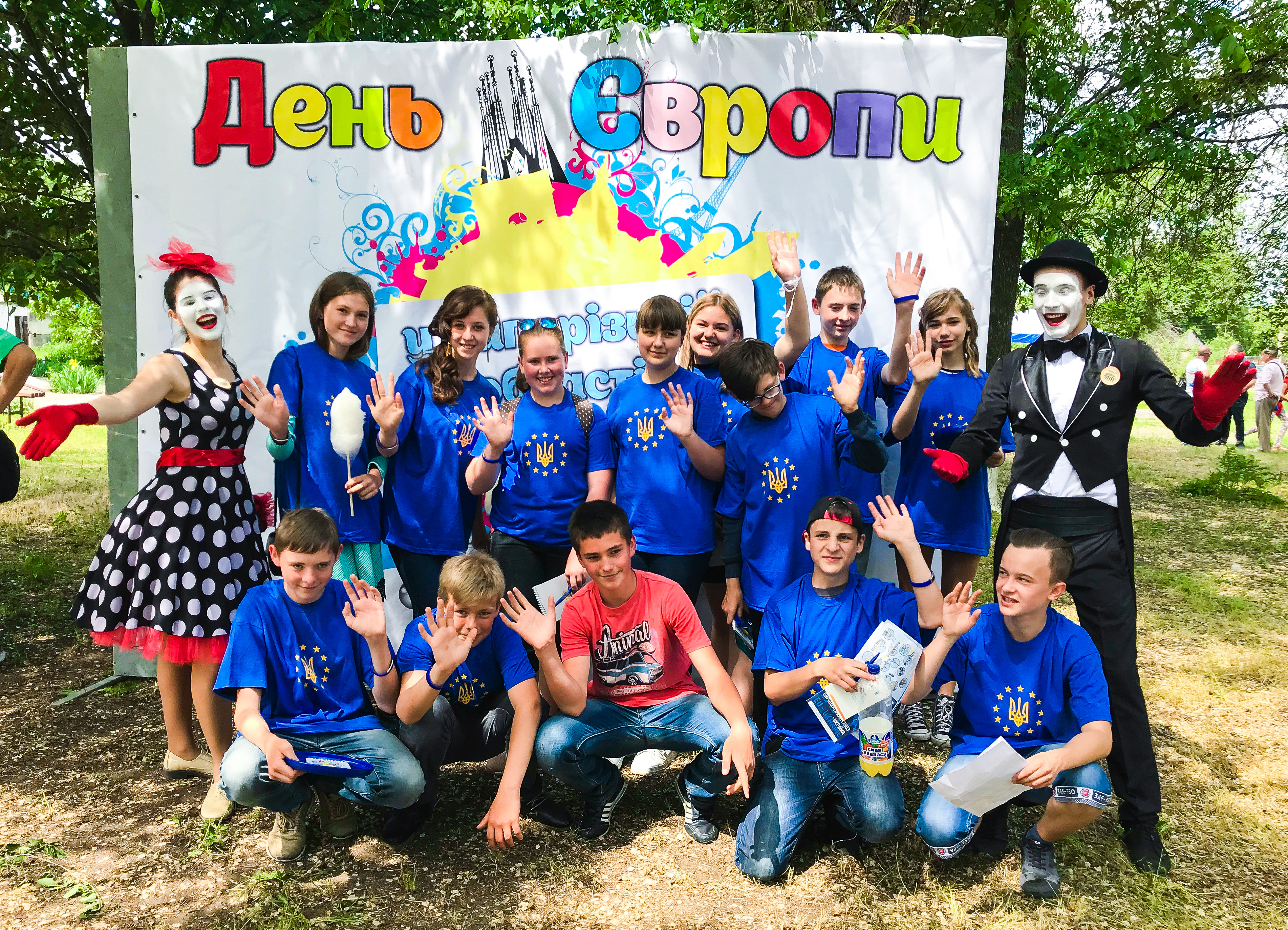
День Європи в Широківській сільській громаді

Широківська громада має значний туристичний потенціал, що обумовлений природною багатоманітністю, наявністю пам’яток історії, археології та архітектури, а також зручним географічним розташуванням.
У межах громади діють два об’єкти зеленого туризму – центр зеленого туризму «AQUAZOO–Петрополь» і фермерське господарство «Широкий простір 2008».
Кемпінги та будинки відпочинку займають 109 га. Розвиток зеленого туризму та зон відпочинку, а також будівництво закладів і об’єктів відпочинку й оздоровлення є одним з пріоритетних напрямів для залучення інвестицій.
На території громади розміщуються ландшафтні заказники місцевого значення – об’єкти природнозаповідного фонду:
- 112,6 га. «Балка Ручаївська» в околицях с. Ручаївка.
- 78,8 га. «Томаківський заказник» в околицях с. Ручаївка.
- 49 га. «Балка Малишевська» на схід від с. Малишівка.
- 18 га. «Володимирівський заказник» біля с. Володимирівське.
- 46 га. «Балка Лукашева» біля с. Малишівка має статус комплексної пам’ятки природи місцевого значення.

Веломаршрут “Менонітська стежка” – втілюється ініціативною групою молоді Широківської ТГ “Вектор змін” в рамках конкурсу «Громадські ініціативи для розвитку територіальних громад» у межах проєкту «Голос громади у місцевому самоврядуванні», який впроваджується за підтримки Програми «Децентралізація приносить кращі результати та ефективність» (DOBRE).

## Транспортна інфраструктура

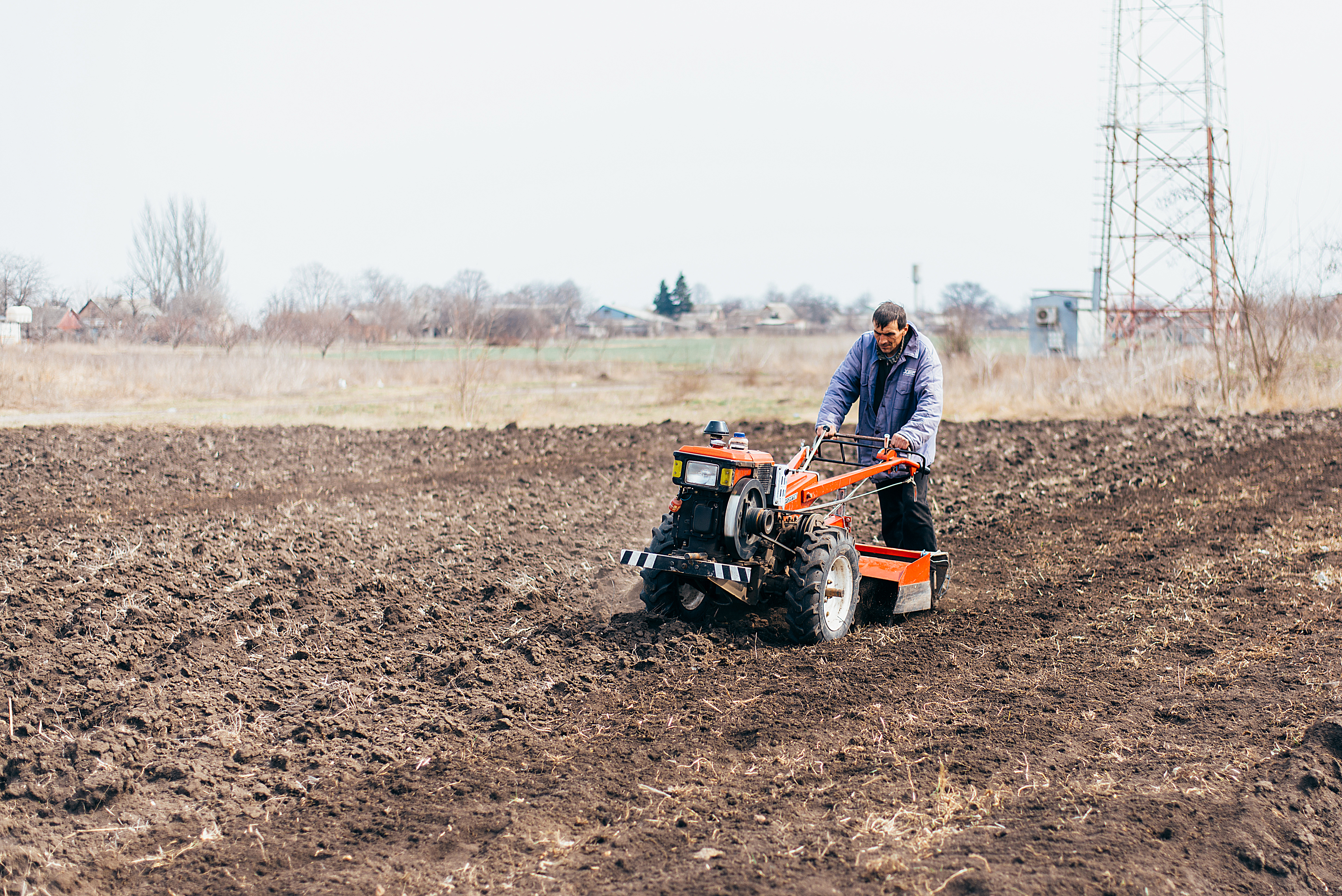
Посівна кампанія в Широківській громаді (2022)

Транспортна мережа загального користування: 320 км, з яких автомобільних доріг місцевого і державного значення – 70 км, обласного значення – 40 км.
Через територію громади проходить автомагістраль державного значення Н-08 Бориспіль-Дніпро-Запоріжжя-Маріуполь.
Наявне транспортне сполучення між населеними пунктами громади та обласним центром м. Запоріжжя.

## Економічна діяльність
В структурі економіки переважає галузь сільського господарства (80%). Основні галузі рослинництва: вирощування зернових (озима пшениця, ячмінь ярий та озимий, кукурудза, просо), вирощування олійних культур (соняшник, ріпак озимий, льон, гірчиця), овочівництво (помідори, капуста, буряки столові).
Промисловість громади представлена підприємствами харчової та переробної промисловості, машинобудуванням та іншими галузями.
Торговельні послуги надають більше 60 торгових точок, у тому числі 50 магазинів, 4 АЗС, 4 аптеки та інші.

## Російсько-українська війна
29 вересня 2022 року територію громади обстріляли російські агресори. Зруйновано декілька будівель. 
05 липня 2023 року на території громади зафіксовано збиття “Шахедів” нової модифікації.
11 жовтня 2023 року російські війська завдали ракетного удару по території Широківської громади Запорізького району. "Загинула 74-річна жінка. Внаслідок влучення ракети у приватний сектор зазнали руйнувань житлові будинки місцевих мешканців", – йдеться у повідомленні прокуратури. Тип ракети встановлюється.
В умовах війни тут  будують масштабні інфраструктурні об’єкти, і реалізують соціальні проєкти: для ветеранів, молоді та переселенців.
У липні 2023 року на території громади знімався документальний фільм "Прифронтове життя".